# Yorke's Folly
La Yorke's Folly si trova a Bewerley, villaggio e parrocchia civile nella contea del North Yorkshire dell'Inghilterra, Regno Unito. Si tratta di un edificio stravagante e la sua costruzione risale al XIX secolo.

## Storia

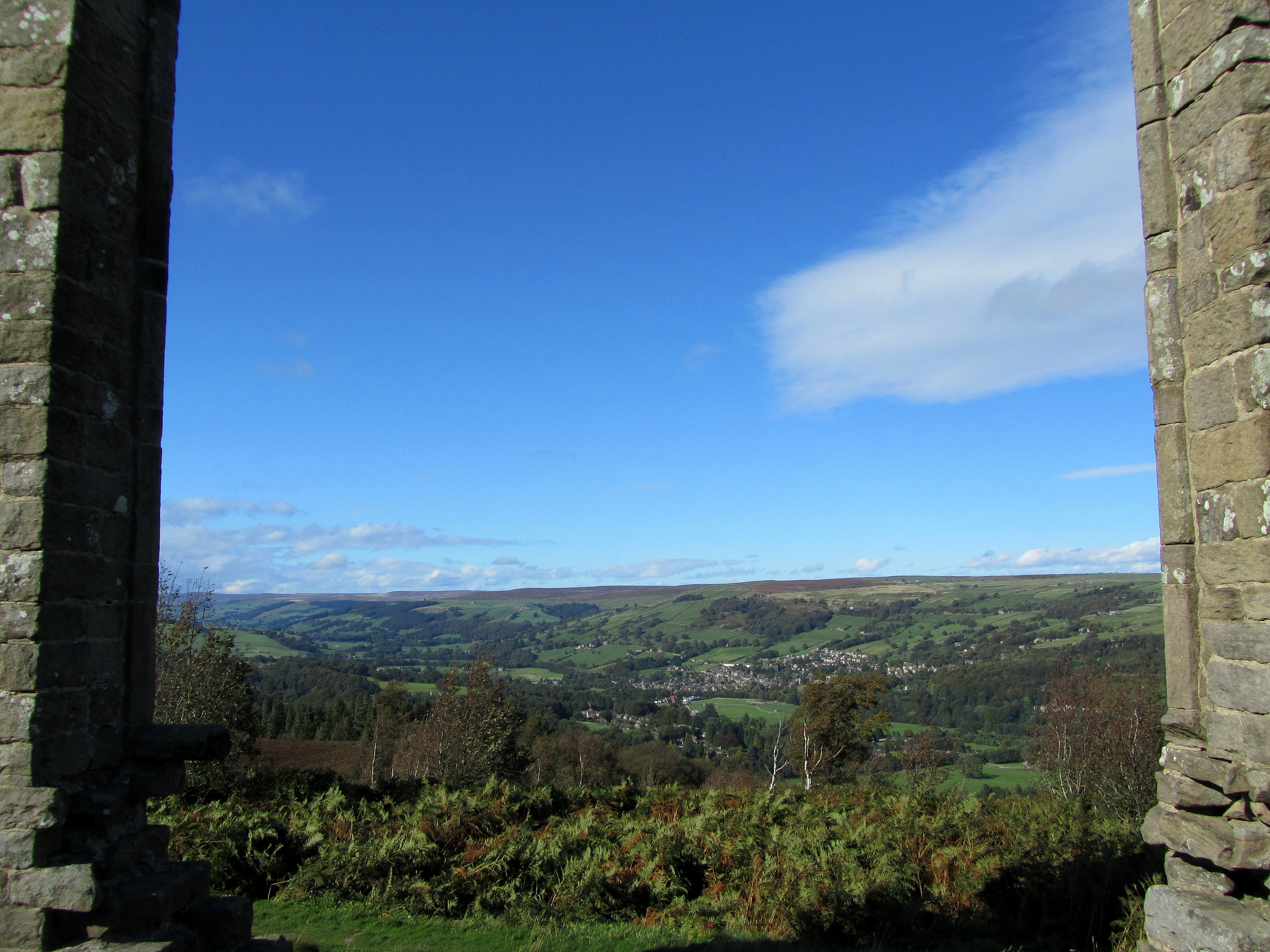
Vista sulla valle sottostante da Yorke's Folly

Il capriccio architettonico venne edificato tra la fine del XVIII secolo e l'inizio del secolo successivo per disposizione di John Yorke, membro della famiglia Yorke. Questo edificio venne costruito nel periodo della moda georgiana di edificare finte rovine a scopi estetici e paesaggistici. In origine una struttura venne dotata di tre colonne che divennero note come Three Stoups (Tre Acquasantiere). Una di queste fu abbattuta nel 1893 durante un forte temporale. Tra le ipotesi che riguardano i motivi della sua costruzione vi è anche quella che sia stata voluta per aiutare la popolazione locale in un periodo di grande difficoltà a trovare lavoro. Gli York costruirono la nuova sala a Bewerley tra il 1815 e il 1820 ed è probabile che questo punto di riferimento sia stato eretto come parte del paesaggio della zona in quel periodo.
Yorke pensò per la prima volta di costruire un'attrazione su Guyscliffe, che fosse visibile dalla sua casa a Bewerley nel 1768, anno in cui successe al padre. La forma gotica della finta rovina potrebbe essere stata suggerita dal fatto che Bewerley un tempo ospitava una grangia al servizio dei monaci dell'abbazia di Fountains, che si trova a poche miglia di distanza. La follia fu completata nel 1779, quando una signora in visita a Nidderdale ammirò la "bellissima collina boscosa coronata da scogliere" ma non fu impressionata dalla follia e si lamentò che il signor Yorke aveva speso 300 sterline per una "misera imitazione di una rovina". In realtà, tra i suoi scopi, vi furono anche motivi filantropici, come ricordato. Yorke morì nel 1813 e, su sua richiesta, fu sepolto senza cerimonie nel cimitero di Hudswell, vicino all'altra sede della sua famiglia a Richmond, nello Yorkshire, dove la sua lapide ha una semplice iscrizione, priva di elogi.

## Descrizione
Il capriccio architettonico si trova a sud di Bewerley, villaggio e parrocchia civile nella contea del North Yorkshire dell'Inghilterra, Regno Unito. In origine era formato da tre diverse alte strutture che simulavano la rovina gotica di un antico edificio ecclesiastico che raggiungevano circa 15 metri di altezza. Di questi alti manufatti ce ne sono prvenuti solo due poiché il terzo è crollato nel 1893. Il sito è un importante punto panoramico per vedere la valle sottostante e domina il paesaggio di Bewerley.

### Bene tutelato come edificio storico
L'English Heritage ha classificato dal 3 marzo 1987 il Yorke's Folly come edificio storico di secondo grado col numero 1187187.